# Nycke Groot
Cornelia Nycke Groot (født 4. maj 1988 i Alkmaar, Holland) er en tidligere hollandsk håndboldspiller, der i mange år spillede i danske håndbold for klubberne Team Tvis Holstebro, FC Midtjylland Håndbold og senest Odense Håndbold. 
Hun var med til at vinde det danske mesterskab tilbage i 2015, sammen med FC Midtjylland Håndbold, efter finalesejre over Team Esbjerg.. Hun skiftede fra FC Midtjylland i 2015 til den ungarske storklub Győri ETO KC. Forinden spillede hun for TTH Holstebro. Under sin tid i den danske liga blev Groot kåret til årets pokalfighter efter pokalfinalerne i både 2010 og 2012. Hun blev i sæsonen 2013/14 kåret til årets spiller i Dameligaen.
Hun skrev i marts 2019 under på en to-årig kontrakt med danske Odense Håndbold og vendte dermed tilbage til den danske liga efter tre år i udlandet. I 2021 meddelte hun at sit karrierestop til og med sæsonafslutning. Hun blev desuden dansk mester med Odense Håndbold i maj 2021.
I januar 2019 stoppede hun på det hollandske landshold, hvor hun debuterede i 2004. Hun gjorde dog comeback 2021, ved Sommer-OL 2020 i Tokyo, og stoppede derefter endegyldigt sin aktive håndboldkarriere.

## Meritter

### Europa
- EHF Champions League:
  - Vinder: 2017, 2018, 2019
  - Finalist: 2016
- EHF Cup:
  - Vinder: 2011
  - Finalist: 2013
- EHF Cup Winners' Cup:
  - Vinder: 2015